# ألبرتو إلمور فرنانديز دي كوردوبا
ألبرتو إلمور فرنانديز دي كوردوبا (بالإسبانية: Alberto Elmore)‏ هو محامي وقانوني وقاضي ورجل قضاء ودبلوماسي بيروفي، ولد في 28 أغسطس 1844 في ليما في بيرو، وتوفي بنفس المكان في 7 يونيو 1916.